# Hashim Al-Sharfa
Hashim Al-Sharfa (arab. ‏هاشم الشرفا‎ ur. 28 grudnia 1972) – saudyjski lekkoatleta, sprinter.
Brał udział w sztafecie 4×400 metrów mężczyzn na Letnich Igrzyskach Olimpijskich 1996.